# Nerike Pride
Nerike Pride (före 2019 Örebro Pride) är en pridefestival i Örebro och Närke.

## Historik

### 1971
Lördagen 15 maj 1971 samlades en liten grupp människor på Järntorget i Örebro för att gå i det som beskrivs som Sveriges första prideparad. Demonstrationen anordnades av Gay Power Club på föreningens ett-årsdag. 17 december 2021 invigde Örebro kommun ett minnesmärke för den första pridedemonstrationen.

### 2012
2012 tas initiativ till Örebro Pride och föreningen Örebro Pride skapas. Runt 4000 personer deltog under de två dagarna som också innehöll en prideparad. 2014 deltog runt 10 000 personer.

### 2019
I början av 2019 läggs föreningen Örebro Pride ned. Under 2019 granskade SVT föreningen Örebro Pride och i ett annat artiklar belystes problem med den ekonomiska redovisningen.
Under våren 2019 beslutade RFSL Örebro att anordna Pride i Örebro i samarbete med ABF Örebro och Örebro Rättighetscenter. Pridefestivalen i Örebro breddas också och byter namn till Nerike Pride för att nå ett större geografiskt område. Nerike Pride arrangerades 24 augusti 2019 som en mindre festival med bland annat föreläsningar och panelsamtal, men utan parad.

### 2020
Nerike Pride ställs in på grund av Covid-19-pandemin och istället blev det en tre timmar lång livesändning.

### 2021
2021 arrangerades Nerike Pride både fysiskt och digitalt under två dagar i augusti.